# Appaleptoneta coma
Appaleptoneta coma là một loài nhện trong họ Leptonetidae.
Loài này thuộc chi Appaleptoneta. Appaleptoneta coma được miêu tả năm 1940 bởi Barrows.